# گمینا کروکلانکی
گمینا کروکلانکی (به لهستانی:  Gmina Kruklanki) یک گمینا در لهستان است که در شهرستان گیژتسکو واقع شده‌است. گمینا کروکلانکی ۲۰۱٫۰۱ کیلومتر مربع مساحت و ۳٬۰۲۸ نفر جمعیت دارد.